# انگشتر قهرمانی ان‌بی‌ای
در اتحادیه ملی بسکتبال (NBA)، یک انگشتر قهرمانی به اعضای تیم برنده فینال سالانه NBA اهدا می‌شود. لس آنجلس لیکرز و بوستون سلتیکس به‌طور کلی هرکدام با تصاحب ۱۷ حلقه در بالاترین رتبه کسب انگشتر قهرمانی اند. همچنین فیل جکسون به عنوان سرمربی و بیل راسل به عنوان بازیکن هر کدام با ۱۱ تصاحب رینگ سرآمد ان بی ای اند.

## تاریخچه
انگشترهای قهرمانی ان بی ای از اولین فینال NBA در سال ۱۹۴۷ اهدا شده‌است. حلقه‌ها در اولین بازی خانگی تیم در فصل بعد از قهرمانی به مدافع عنوان قهرمانی داده می‌شود.

## طرح
حلقه‌های قهرمانی ان بی ای از جنس نقره یا طلایی هستند و شامل ویژگی‌های زیر هستند:
- نام و نماد تیم
- سال قهرمانی
- نام بازیکن